# 環太平洋文化交流協会
非営利団体環太平洋文化交流協会（かんたいへいようぶんかこうりゅうきょうかい、ICAS：The Pacific Rim Inter Cultural Action Society, アイカス）は、 バンクーバー市、メトロバンクーバーにて日本語でのテレビ番組制作及び放送、また日系コミュニティのウェブ情報メディア運営等を行う団体である。

## 事業内容
非営利団体アイカス（ICAS:環太平洋文化交流協会）は基本的にボランティアによって運営されている。
Shawマルティカルチュアルチャンネルで日本語の番組を放送している。基本的に、バンクーバー広域行政帯ではケーブルの20chで見られるがデルタやトワッセンは51chとなっている。
2004年8月にはバンクーバーの生活情報、ローカルニュース等を掲載しているウェブサイト「メープルタウン」を公開。
2006年に入ってから経営が悪化し一時期すべての番組の放送を中断していたが2006年4月には日本のNHKニュース7を再開した。

### 過去の番組
- POP JAPAN TV
- ローカルニュース
- NHKニュース7（2006年4月に再開）